# 波瀬正吉
波瀬 正吉（はせ しょうきち、1932年 - 2009年7月16日）は、日本の杜氏。

## 略歴
石川県珠洲郡内浦町（現・能登町）生まれ。同じく能登杜氏四天王の一人と称される農口尚彦とは小学校時代の同級生である。
1951年に静岡県御殿場市の酒蔵に入って酒造りの道を歩み始める。その後1961年に輪島市の酒蔵で蔵人頭となり、1968年に土井酒造場（静岡県掛川市）4代目当主の土井清愰（きよあき）により杜氏として招聘される。夏は地元で農業（葉たばこの栽培）を営み、冬は杜氏として活動する生活を続ける。1978年からは同社の代表銘柄「開運」を東京市場に進出させて同社の知名度を全国区に押し上げ、また1986年からは同社の大吟醸酒に自身の名前をつけて売り出し、名杜氏の評価を不動のものとした。
2009年初頭の仕込中に負傷して入院、そこから体調を崩し、同年7月16日に逝去。9月にはつま恋でお別れの会が催された。
尾瀬あきらの代表作「夏子の酒」に登場する杜氏のモデルは波瀬であるとされる。

## 参考資料
読売新聞石川県版　北陸人国記第6部　蔵人の心意気2（2011年2月16日掲載）